# Braula pretoriensis
Braula pretoriensis är en tvåvingeart som beskrevs av Orosi Pal 1938. Braula pretoriensis ingår i släktet Braula och familjen bilöss. Inga underarter finns listade i Catalogue of Life.